# يوم العمال العالمي

الدول حسب إحتفالها بيوم العمال العالمي.
دول تحتفل بيوم العمال في 1 مايو/أيار
دول تعتبر 1 مايو/أيار عطلة رسمية، لكن تحتفل بمناسبة أخرى فيه
ليس عطلة رسمية في 1 مايو/أيار، ولكن في يوم آخر
لا عطلة رسمية في 1 مايو/أيار، ولا في أي يوم آخر

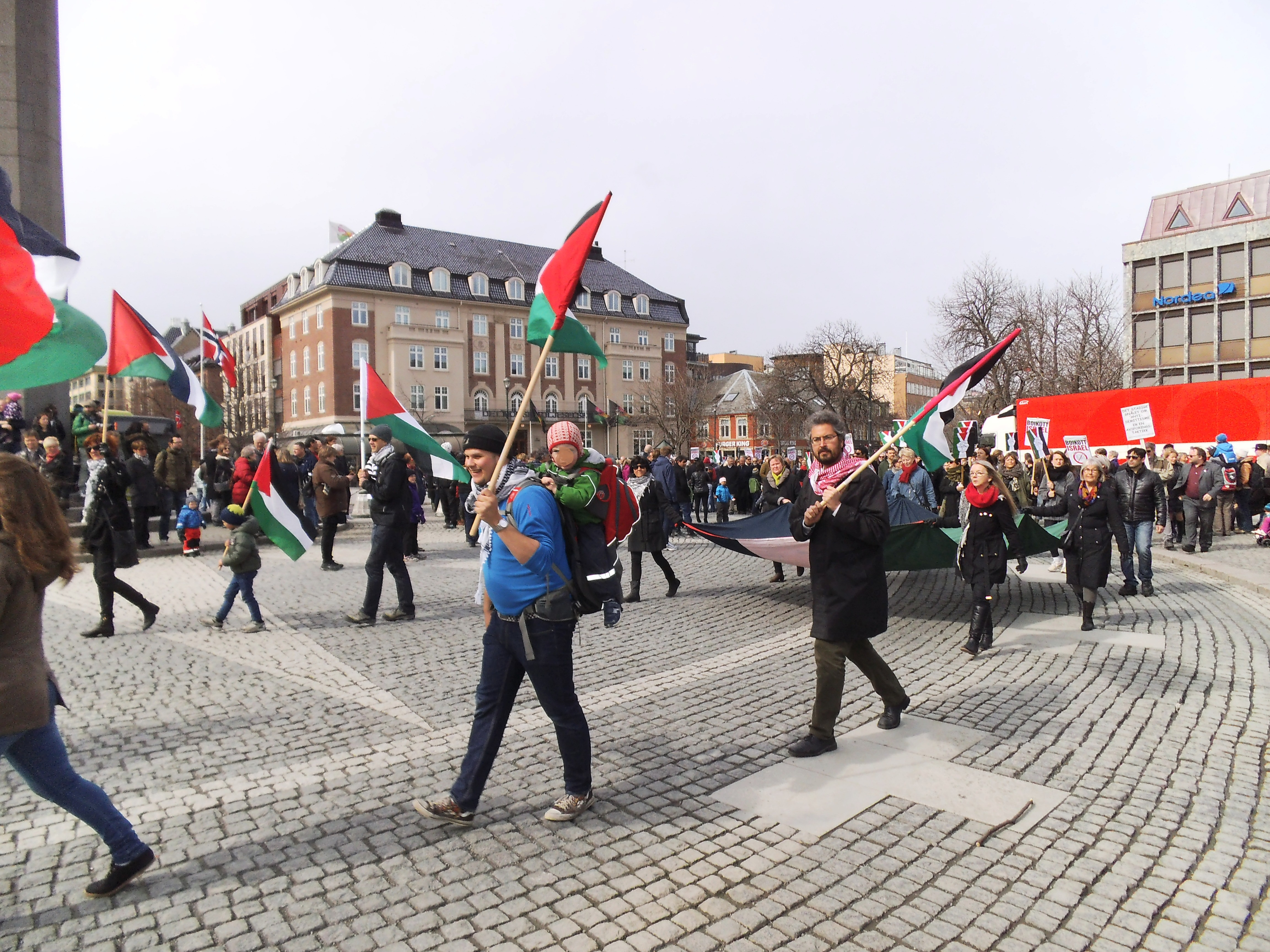
متظاهرون متضامنون مع فلسطين، في يوم العمال العالمي، في مدينة تروندهايم في النرويج، 1 أيار 2013.

يوم العمال العالمي ويسمى أيضا يوم العمل في بعض البلدان، هو احتفال شيوعي لاسلطوي اشتراكي علماني، نقابي سنوي يقام في دول عديدة احتفاءً بالعمال، تنظمه حركة عمالية شيوعية لاسلطوية (فوضوية) اشتراكية. يحتفل به في الأول من شهر أيار من كل سنة في أغلب دول العالم، وعطلة رسمية في عدد منها.

## تسلسل تاريخي

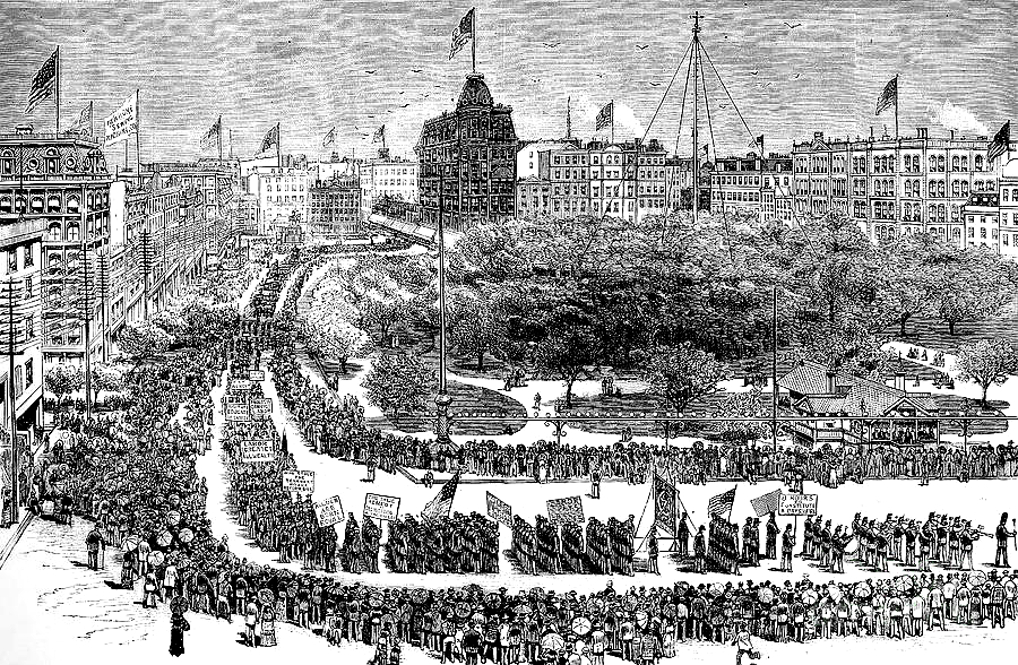
يوم العمل Labor Day في نيويورك، 1882م

تعود خلفية هذا اليوم إلى القرن التاسع عشر إلى أمريكا وكندا واستراليا. فقبل الإعلان عن هذا اليوم بسنوات، كانت شيكاغو في القرن التاسع عشر تخوض نزاعات عمالية لتخفيض ساعات العمل في هاميلتون، وخصوصًا في الحركة التي تعرف بحركة الثمان ساعات.

### من أستراليا كان البدء
كانت بداية عيد العمال يوم 21 ابريل/نيسان 1856 في أستراليا، ثم انتقلت إلى الولايات المتحدة الأمريكية، حيث طالب العمال في ولاية شيكاغو عام 1886 بتخفيض ساعات العمل اليومي إلى ثماني ساعات، وتكرر الطلب في ولاية كاليفورنيا.
وفي تورونتو الكندية حضر زعيم العمال الأمريكي بيتر ماكغواير احتفالا بعيد العمال، فنقل الفكرة ووجِد أول عيد للعمال في الولايات المتحدة الأمريكية احتُفِل به في 5 سبتمبر 1882 في مدينة نيويورك. أثمر نضال العمال في كندا قانون الاتحاد التجاري الذي أعطى الصفة القانونية للعمال ووفر الحماية لنشاط الاتحاد عام 1872.

### ذكرى هَيمَركت
وفي يوم 1 مايو/أيار من عام 1886 نظم العمال في شيكاغو ومن ثم في تورنتو إضرابا عن العمل شارك فيه ما بين 350 و 400 ألف عامل، يطالبون فيه بتحديد ساعات العمل تحت شعار
«ثماني ساعات عمل، ثماني ساعات نوم، ثماني ساعات فراغ للراحة والاستمتاع»، الأمر الذي لم يَرق للسلطات وأصحاب المعامل خصوصا وأن الدعوة للإضراب حققت نجاحا جيدا وشلت الحركة الاقتصادية في المدينة، ففتحت الشرطة النار على المتظاهرين وقتلت عدداً منهم، ثم ألقى مجهول قنبلة في وسط تجمع للشرطة أدى إلى مقتل 11 شخصا بينهم 7 من رجال الشرطة واعتُقِلَ على إثر ذلك العديد من قادة العمال وحُكم على 4 منهم بالإعدام، وعلى الآخرين بالسجن لفترات مُتفاوتة. وعند تنفيذ حكم الإعدام بالعمال الأربعة كانت زوجة أوجست سبايز أحد العمال المحكوم عليهم بالإعدام تقرأ خطابا كتبه زوجها لابنه الصغير جيم «ولدي الصغيرعندما تكبر وتصبح شابا وتحقق أمنية عمري ستعرف لماذا أموت، ليس عندي ما أقوله لك أكثر من أننى بريء، وأموت من أجل قضية شريفة ولهذا لا أخاف الموت وعندما تكبر ستفخر بابيك وتحكى قصته لأصدقائك» وقد ظهرت حقيقة الجهة التي رمت القنبلة عندما اعترف أحد عناصر الشرطة بأن من رمى القنبلة كان أحد عناصر الشرطة أنفسهم.
بعد وفاة عمال على أيدي الجيش الأمريكي فيما عرف بإضراب بولمان عام 1894، سعى الرئيس الأمريكي غروفر كليفلاند لمصالحة مع حزب العمل، جرى على إثرها بستة أيام تشريع عيد العمال وإعلانه إجازة رسمية. بقي غروفر قلقا من تقارب اليوم الدولي للعمال مع ذكرى هيمركت في 4 مايو/أيار 1886 حيث قتل أكثر من 12 شخصاً حينها، وجاء إضراب شيكاغو ضمن سلسلة إضرابات نظمت في عدد من المدن الأمريكية يوم الأول من مايو1886 تحت شعار «من اليوم ليس على أي عامل أن يعمل أكثر من ثماني ساعات»، وبلغ عدد تلك الإضرابات خمسة آلاف إضراب وشارك فيها نحو 340 ألف.

### الأول من مايو/ أيار
تجاوزت قضية هايماركت أسوار أميركا وبلغ صداها عمال العالم، وأحيا المؤتمر الأول للأممية الاشتراكية ذكراها في العاصمة الفرنسية باريس عام 1889، وتمت الدعوة لمظاهرات دولية لإحياء ذكرى هايماركت عام 1890، وفي العام الموالي اعترفت الأممية الاشتراكية في مؤتمرها الثاني بعيد العمال حدثا سنويا.
وفي عام 1904 دعا اجتماع مؤتمر الاشتراكية الدولية في أمستردام جميع المنظمات والنقابات العمالية وخاصة الاشتراكية منها في جميع أنحاء العالم إلى عدم العمل في الأول من مايو/أيار من كل عام، وسُعي لجعله يوم إجازة رسمية في عشرات الدول.
وفي عام 1955 باركت الكنيسة الكاثوليكية الأول من مايو/أيار عيدا للعمال، واعتبرت القديس يوسف بارا أو يوسف النجار شفيعا للعمال والحرفيين، فيما سارت الولايات المتحدة على تقليدها القديم، واعتبرت أول يوم اثنين من شهر سبتمبر من كل عام عيدا للعمل، وكذلك الأمر في كندا.
تمسك الاشتراكيون والشيوعيون الأمريكيون ومن وصفوا بالفوضويين، بإحياء يوم الأول من مايو/أيار وتنظيم مظاهرات ومسيرات في شيكاغو ونيويورك وسياتل وغيرها. وفي عام 1958 اعتبر الكونغرس الأمريكي هذا اليوم، يوم وفاء (لذكرى هايماركت) خاصة بعدما حظى بالتقدير من دول عديدة وعلى رأسها الاتحاد السوفياتي.
وأعلن الرئيس الأمريكي دوايت أيزنهاور الأول من مايو/أيار يوم إجازة رسمية، وكانت مناسبة للتعبير في تظاهرات ومسيرات عن مواقف تتعلق بقضايا سياسية واجتماعية، من قبيل مسيرة دعم حقوق العمال الذين لا يحملون وثائق في الولايات المتحدة، ورفض استمرار الحرب في العراق، والاحتجاج على حالة الاقتصاد الأمريكي وعدم المساواة الاقتصادية كما حصل في الأول من مايو/أيار 2012 عندما احتُلَّت ساحة وول ستريت.
يوم1 مايو/أيار يمكن أن يشير إلى العديد من الاحتفالات العمالية المختلفة التي أدت إلى الأول من مايو/أيار ذكرى لاحياء النضال من أجل الثمان ساعات في اليوم. وفي هذا الصدد يسمى الأول من مايو/أيار بالعطلة الدولية لعيد العمال، أو عيد العمال. بدأت فكرة «يوم العمال» في أستراليا، عام 1856. ومع انتشار الفكرة في جميع أنحاء العالم، اخير الأول من أيار / مايو/أيار ليصبح ذكرى للاحتفال بحلول الدولية الثانية للاشخاص المشتركين في قضية هايماركت 1886.  قضية هايماركت وقعت نتيجة للاضراب العام في كل من شيكاغو، إلينوى، والولايات المتحدة التي شارك فيها عموم العمال، والحرفيين والتجار والمهاجرين. في أعقاب الحادث الذي فتحت فيه الشرطة النار على أربعة من المضربين فقُتلوا في شركة ماكورميك للحصاد الزراعى، وتجمع حشد كبير من الناس في اليوم التالى في ساحة هايماركت. وظل الحدث سلمياً إلى أن تدخلت الشرطة لفض الاحتشاد، فألقى مجهول قنبلة وسط حشد الشرطة. وأدى انفجار القنبلة وتدخل شرطة مكافحة الشغب إلى وفاة ما لا يقل عن اثنى عشر شخصاً بينهم سبعة من رجال الشرطة. وتلى ذلك محاكمة مثيرة للجدل، حيث تمت محاكمة ثمانية من المدعى بسبب معتقداتهم السياسية، وليس بالضرورة عن أي تورط في التفجير. أدت المحاكمة في نهاية المطاف إلى إعدام عام لسبعة من الفوضويين.  حادث هايماركت كان مصدرا للغضب للناس في أرجاء العالم. في السنوات التالية، ظلت ذكرى «شهداء هايماركت» في الذاكرة ضمن العديد من الإجراءات والمظاهرات الخاصة بالأول من مايو. واليوم أصبح الأول من مايو/أيار احتفالاً دولياً للانجازات الاجتماعية والاقتصادية للحركة العمالية. وعلى الرغم من أن الأول من أيار / مايو، هو يوم تلقى وحيه من الولايات المتحدة، فإن الكونغرس الأمريكي قد خصص الأول من مايو/أيار يومًا للوفاء عام 1958، نظراً للتقدير الذي حظى به هذا اليوم من قبل الاتحاد السوفياتي. ووفقاً للتقاليد، فإن عيد العمال يحتفل به في الولايات المتحدة أول يوم اثنين في أيلول / سبتمبر. وفي كثير من الأحيان يتخذ الناس هذا اليوم كيوم للاحتجاج السياسي، مثل احتجاج مليون شخص في فرنسا وتظاهرهم ضد مرشح اليمين المتطرف جان ماري لوبان، أو كيوم للاحتجاج على بعض الإجراءات الحكومية، مثل مسيرات الدعم للعمال الذين لا يحملون وثائق في جميع أنحاء الولايات المتحدة.

## أمريكا
وفقاً للتقاليد، يحتفل معظم الأمريكيون بعيد العمال رمزًا لبداية فصل الصيف. وتعد العطلة غالباً كيوم للراحة والمسيرات أو المواكب. والخطب أو المظاهرات السياسية هي أكثر خضوعاً للقيود عن الاحتفالات بالأول من مايو/أيار عيدًا للعمال في معظم البلدان، وعلى الرغم من أن الأحداث تنظمها منظمات العمال، إلا أن في كثير من الأحيان يعرض المرشحون للمناصب مواضيع سياسية، وبخاصة في السنوات الانتخابية. وأشكال الاحتفال تتضمن نزهات، وحفلات الشواء، وعروض الألعاب النارية، والرياضات المائية، والفعاليات الفنية العامة. والأسر التي لديها أطفال في سن المدرسة، تعتبر تلك العطلة بمثابة الفرصة الأخيرة للسفر قبل أنتهاء العطلة الصيفية. وبالمثل، فإن بعض المراهقين، والبالغين من الشباب يرون أنه تلك هي العطلة الاسبوعية الأخيرة قبل العودة إلى المدرسة. ومع ذلك، فإن مواعيد بدء الدراسة تتفاوت تفاوتاً كبيراً، ففى الرابع والعشرين من تموز (يوليو) في المناطق الحضرية مثل اتلانتا، وميامي، ولوس انجلوس تبدأ الدراسة. بالإضافة، فإن عيد العمال يصادف بداية مواسم دورى كرة القدم القومى ودورى الجامعات. وعادة ما يلعب الاتحاد الرياضى القومى أولى مبارياته في الاسبوع الذي يسبق عيد العمال، ويلعب اتحاد كرة القدم الأمريكي مباراته الأولى يوم الخميس الذي يلى عيد العمال.

## إفريقيا

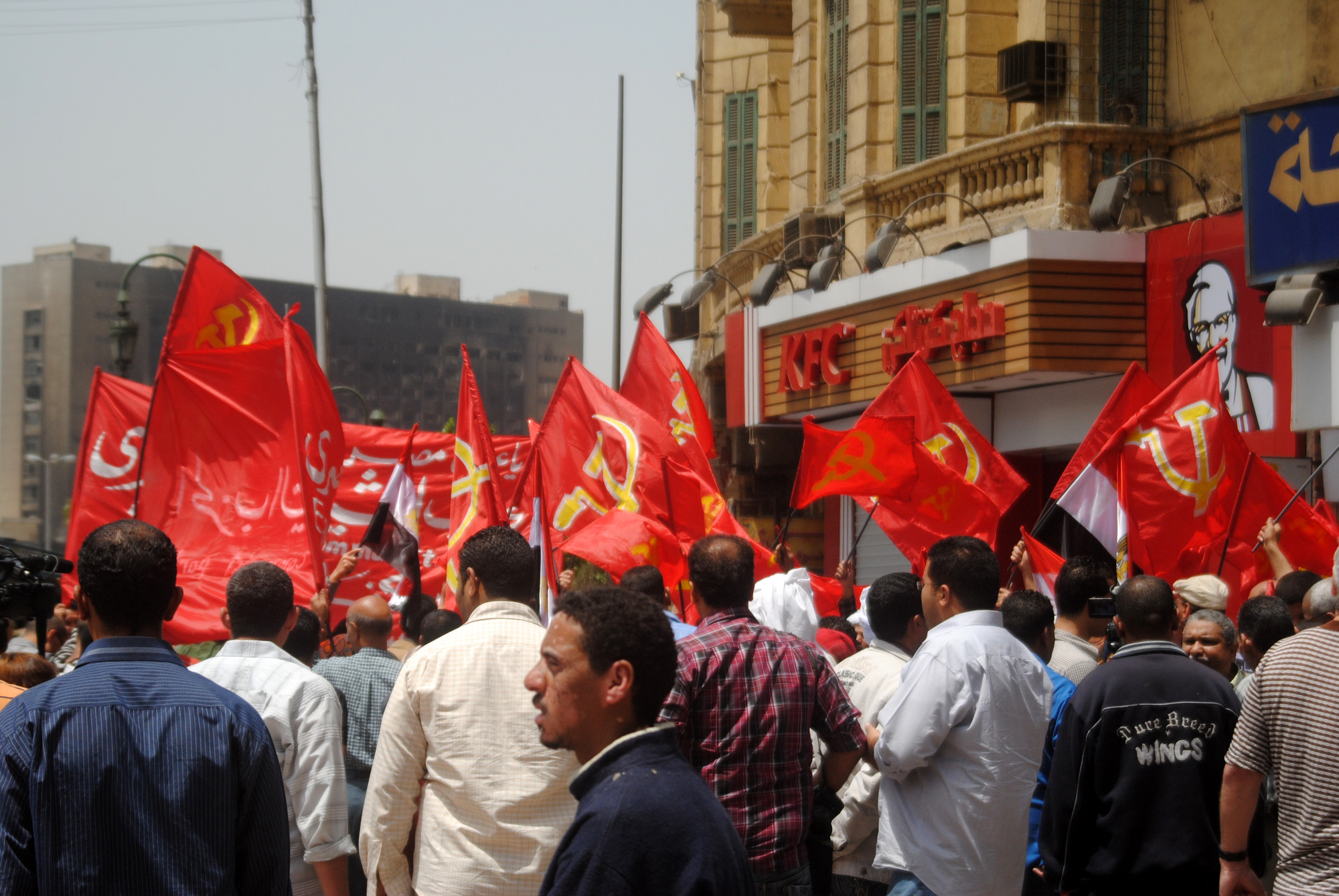
افراد من الحزب الشيوعي المصري يحتفلون بيوم العمال في ميدان التحرير، 2011

### المملكة المغربية
في يوم «1 ماي» يحتفل المغاربة بيوم العمال ويسمى «عيد الشغل» احتفالا باليوم العالمي للشاغلين.

### مصر
في يوم 1 مايو/أيار يحتفل المصريون بيوم العمال.

### الجزائر
في يوم 1 مايو/أيار يحتفل الجزائريون بيوم العمال.

## آسيا
تحتفل دول مثل الصين والهند وروسيا وتركيا وسوريا ولبنان والعراق وفلسطين والأردن واليمن بعيد العمال في 1 مايو/أيار ويعتبر عطلة رسمية في العراق وسوريا وفلسطين ولبنان والأردن مثلاً.
بينما لا تحتفل به ولا تعتبره عطلة رسمية دول مثل السعودية وعُمان وأفغانستان وغيرها.

## أوروبا

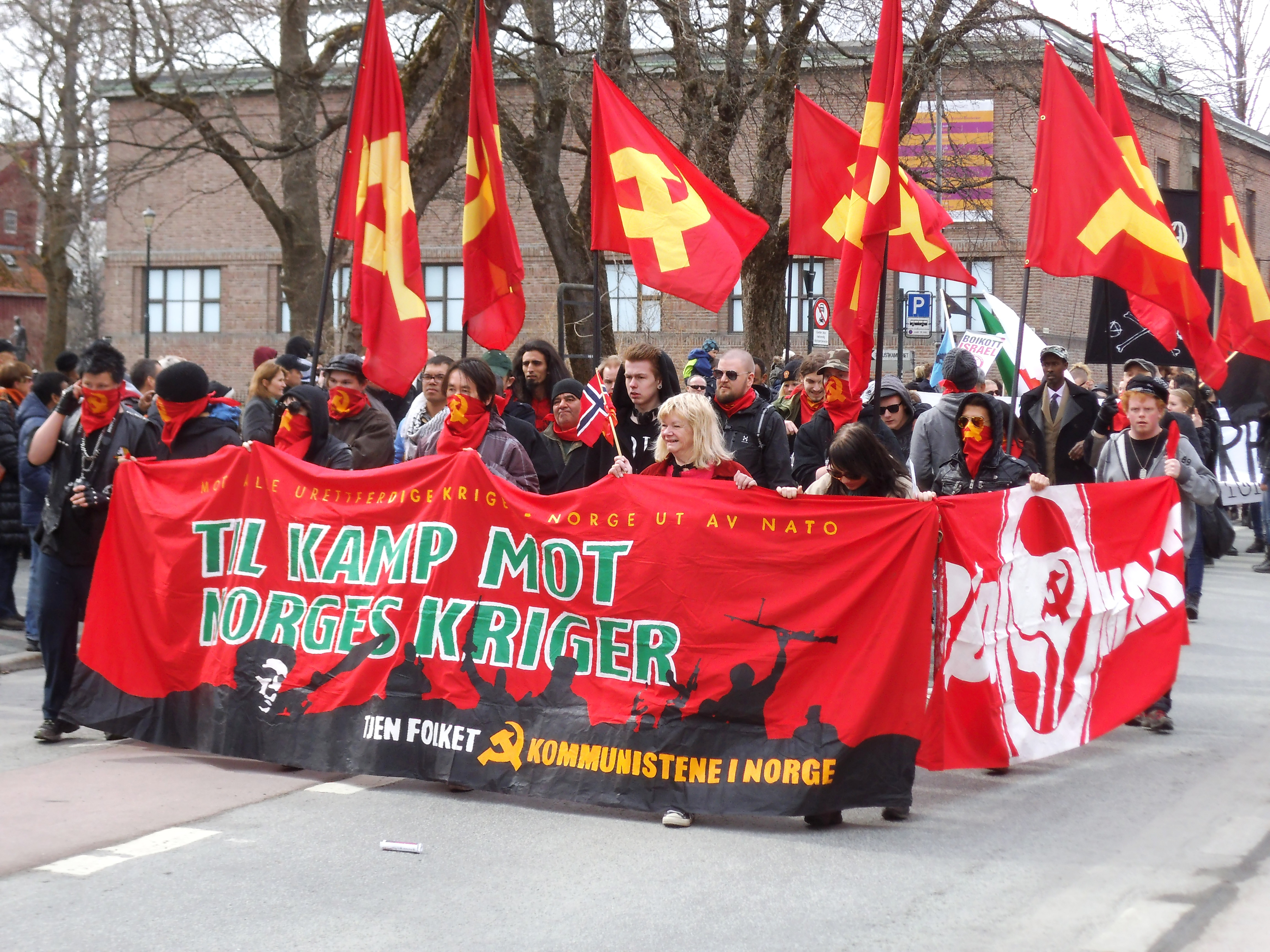
مجموعة ماركسية يسارية تتظاهر في يوم العمال العالمي، في مدينة تروندهايم في النرويج، 1 أيار 2013.

## أوقيانوسيا
كانت بداية عيد العمال يوم 21 ابريل/نيسان 1856 في أستراليا.

## دول تعده إجازة رسمية
الأول من مايو/ أيار يعد إجازة رسمية في كل من مصر، العراق، البحرين، ألبانيا، أرمينيا، الأرجنتين، الجزائر، أروبا، النمسا، بنغلادش، بيلاروسيا، بلجيكا، بوليفيا، البوسنة، البرازيل، بلغاريا، الكاميرون، تشيلي، تونس، كولومبيا، كوستاريكا، الصين، كرواتيا، كوبا، فلسطين، قبرص، جمهورية التشيك، جمهورية الدومينيك، الإكوادور، السلفادور، فرنسا، ألمانيا، اليونان، غواتيمالا، هايتي، هندوراس، هونغ كونغ، هنغاريا، آيسلندا، الهند، إيطاليا، إسرائيل، ساحل العاج، الأردن، كينيا، لاتفيا، لتوانيا، لبنان، لوكسمبورغ، ليبيا، مقدونيا، ماليزيا، مالطا، موريشوس، المكسيك، المغرب، موريتانيا، ميانمار، نيبال، نيجيريا، كوريا الشمالية، النرويج، باكستان، بنما، الباراغواي، بيرو، بولندا، الفلبين، البرتغال، رومانيا، روسيا، سنغافورة، سلوفاكيا، سلوفينيا، كوريا الجنوبية، جنوب أفريقيا، إسبانيا، سريلانكا، صربيا، السويد، سوريا، تايلاند، تركيا، أوكرانيا، اليمن، الأوروغواي، فنزويلا، فيتنام، زامبيا، زيمبابوي.

## وصلات خارجية
- صور من جريدة الكريستيان ساينس مونيتور The Christian Science Monitor لاحتفالات عيد العمال
- في يوم العمال.. دعوة للإتقان والإحسان - نظرة الإسلام إلى العمل